# Qarschantau
Der Qarschantau (kasachisch Қаржантау жотасы, usbekisch Qorjontov, russisch Каржанта́у, englisch Karjantau) ist ein Gebirgszug im äußersten Südwesten des Tienschan-Gebirgssystems an der Grenze zwischen Kasachstan und Usbekistan.
Der Gebirgszug erstreckt sich über eine Länge von 90 km in NNO-SSW-Richtung. Die Flusstäler von Ugom und Chirchiq bilden die östliche und südliche Abgrenzung. Im Süden verläuft die Staatsgrenze entlang dem Berggrat des Qarschantau. Dort befindet sich der höchste Punkt der Bergkette, der 2823 m hohe Mingbulak. Der mittlere und nördliche Abschnitt des Qarschantau liegen auf kasachischem Gebiet. Im Norden erreicht das Gebirge im Kulduk eine Höhe von 2680 m. Das Quellgebiet des Ugom bildet den Übergang zum nordöstlich gelegenen Ugomgebirge. Am Westhang des Qarschantau entspringt der Fluss Keles. Der Keles entwässert die Westseite des Gebirgszugs.

## Berge (Auswahl)
- Mingbulak, 2823 m
- Kulduk, 2680 m